# Helmholtz-Ellisnotatie

Als voorbeeld de namen van de  noot c in negen octaven. Van boven naar beneden:
- Noten in de gebruikelijke muzieknotatie in een notenbalk
- In de Helmholznotatie
- In de wetenschappelijke notatie
- De bijbehorende namen van de octaven[noot 2]

De Helmholtznotatie, later uitgebreid en bekend geworden als de Helmholtz-Ellis notation, volledig de Extended Helmholtz-Ellis 'just intonation' pitch notation, is een schrijfwijze voor de tonen van muziek. Hiermee is het mogelijk om tonen met de natuurlijke intonatie, inclusief hun octaaf, ondubbelzinnig te beschrijven. De Helmholtznotatie beschrijft alleen tonen. Er zijn geen aanduidingen voor bijvoorbeeld de duur van tonen en fraseringen. De schrijfwijze is ontwikkeld door de Duitse wetenschapper Hermann von Helmholtz en is aangevuld door de Amerikaanse wetenschapper Alexander Ellis.
De Helmholz-Ellisnotatie wordt veel gebruikt in de musicologie.

## Microtonale intervallen
Helmholtz en Ellis hebben een groot aantal wijzigingstekens ontworpen om intonaties van muziek exact weer te kunnen geven. Vooral voor moderne componisten is dit van belang. Enkele voorbeelden van wijzigingstekens van de Helmholtz-Ellisnotatie staan in de tabel hieronder. Vooral de wijzigingstekens in de eerste rij worden vaak buiten de Helmholtz-Ellisnotatie gebruikt. Dan hebben ze een minder precieze betekenis.
| Wijzigingsteken | Gebruik van het wijzigingsteken in de Helmholtz-Ellisnotatie      | Benadering in cents | Voorbeelden van gebruik                                                                          |
| --------------- | ----------------------------------------------------------------- | ------------------- | ------------------------------------------------------------------------------------------------ |
|                 | voor de notatie van reine kwinten (3:2)                           | 702.0               | reine kwinten (3:2); reine kwart (4:3); grote secunde (9:8)                                      |
|                 | voor de notatie van wijzigingen met een syntonische komma (81:80) | 21.5                | grote terts (5:4); kleine terts (6:5); grote sext (5:3); kleine sext (8:5); grote secunde (10:9) |

## De schrijfwijze van octaven
Grondtonen worden aangegeven met grote en kleine letters (A tot en met H), gecombineerd met komma's en apostrofs ( , ' ) om tonen weer te geven, inclusief het octaaf van de toon. De centrale c is in de Helmholtznotatie c′.

### Variaties
Er zijn in de loop van de tijd varianten van de weergave van de grondtonen ontstaan.
- De Engelse meervoudige C notatie gebruikt herhaalde C's in plaats van komma's. De C͵ wordt dan weergegeven met CC.[4]
- De Duitse methode vervangt de apostrof door een horizontale streep boven de letter.[4]
- Komma's en apostrofs kunnen worden weergegeven door hoge of lage cijfers die het aantal aangeven: bijvoorbeeld ,,C of C2 of 2C, c'' of c2.[noot 4] [noot 5]

## Andere systemen voor muzieknotatie
Er zijn ook andere conventies voor het noteren van de muzieknoten.
- De wetenschappelijke notatie is een notatiesysteem dat octaven weergeeft met getallen.[4][5]
- Notatiesystemen voor invoer in muzieknotatiesoftware.
  - De LilyPond-notatie.
  - De ABC-notatie die werd ontwikkeld door Chris Walshaw tussen 1992 en 1994. De ABC-notatie biedt ook de mogelijkheid om de duur van tonen weer te geven.
- Bestandsformaten voor import en export muziek uit bijvoorbeeld muzieknotatieprogramma's
  - MusicXML, een open standaard.[6]
  - Musical Instrument Digital Interface (MIDI), wat bijvoorbeeld gebruikt kan worden als invoer voor synthesizers. De MIDI-bestandsindeling biedt ook mogelijkheden om de duur van de tonen en de frasering aan te geven.

## Voetnoten
1. 1 2  De letter B wordt in Duitsland gebruikt om de Bes aan te geven en de H is dan onze B.
2. 1 2   Octaven geven hier geen interval aan, maar een bereik. Octaven die een bereik aangeven beginnen altijd met de noot c. De noten in bijvoorbeeld het subcontra octaaf zijn dus, in Helmholznotatie: C,, D,, E,, F,, G,, A,, B,, en H,,.[noot 1]
3. ↑  'Just intonation' wordt vaak afgekort als JI. Gebruikelijke (engelse) namen zijn Extended Helmholtz-Ellis (JI) pitch notation, Helmholtz-Ellis (JI) en kortweg HEJI. Een Nederlandse vertaling is De uitgebreide Helmholtz-Ellis 'natuurlijke intonatie' toonnotatie.
4. ↑  Maar bijvoorbeeld niet 2c.
5. ↑  Voor kerkorgels ook met niet verhoogd of verlaagd cijfer, bijv. c3.

## Verwijzingen
1. ↑  (de) Von Helmholz, Hermann (1863). Die Lehre von den Tonempfindungen als physiologische Grundlage für die Theorie der Musik. Vieweg & Sohn, Braunschweig, Germany.
2. ↑  (en) Sabat, Marc; Pfeiffer, Natalie, The Extended Helmholtz-Ellis JI Pitch Notation (pdf) 6. Plainsound music edition (2004). Geraadpleegd op 3 september 2022. “The Extended Helmholtz-Ellis JI Pitch Notation combines two ways of describing intervals (linear and proportional), using signs derived from traditional staff notation. It extends the idea used by H ERMANN VON H ELMHOLTZ of explicitly notating the microtonal comma alteration in the tuning of pure thirds. It also draws on A LEXANDER ELLIS’ method of measuring the size of intervals using cents. It is an exact and fully transposable Just Intonation notation, which can also include irrational and tempered intervals.”
3. ↑  (en) Sabat, Marc; Pfeiffer, Natalie, The Extended Helmholtz-Ellis JI Pitch Notation (pdf) 4. Plainsound music edition (2004 (herziening 2018)). Geraadpleegd op 3 september 2022. “The Extended Helmholtz-Ellis JI Pitch Notation has been devised for the composition and performance of new music using the sonorities of Just Intonation. It introduces new accidentals, which raise and lower pitches by specified microtones and provide visually distinctive “logos” distinguishing “families” of natural intervals based on the harmonic series.”
4. 1 2 3  (en) Blood, Brian, Helmholtz music theory online: staffs, clefs & pitch notation. Dolmetsch on line (06 juli 2020). Gearchiveerd op 16 april 2008. Geraadpleegd op 6 april 2022.
5. ↑  (en) Schmidt-Jones, Catherine, Octaves and the Major-Minor Tonal System. OpenStax (4 nov. 2013). Gearchiveerd op 19 april 2014. Geraadpleegd op 6 april 2022.
6. ↑  (en) Music notation cummunity group, Music notation community group. Gearchiveerd op 17 september 2022. Geraadpleegd op 16 september 2022.